# مادر دیری
مادر دیری (انگلیسی: Mother Dairy) شرکت دولتی صنایع غذایی هندی است، که در سال ۱۹۷۴ توسط دولت هند تأسیس شد.